# Naruhiko Higashikuni
Prins Naruhiko Higashikuni (Japans: 東久邇宮 稔彦王, Higashikuni no miya Naruhiko ō) (Kyoto, 3 december 1887  – Tokio, 20 januari 1990) was de 43e premier van Japan. Hij bezat deze positie van 17 augustus tot 9 oktober 1945; een totaal van 54 dagen.
Naruhiko Higashikuni was een oom van keizer Hirohito. Tot op heden is hij het enige lid van de Japanse keizerlijke familie dat ooit aan het hoofd van een kabinet stond.

## Familie
Prins Naruhiko Higashikuni werd geboren in  als negende zoon van prins Kuni Asahiko en hofdame Terao Utako. Zijn vader was zelf zoon van prins Fushimi Kuniie, het 20e hoofd van de Fushimi-no-miya. Tijdens de Meijiperiode kreeg prins Naruhiko van keizer Meiji de titel van Higashikuni no miya, en toestemming om een nieuwe tak van de keizerlijke familie te stichten. Naruhiko’s halfbroers Asaka Yasuhiko, Nashimoto Morimasa, en Kaya Kuninori, vormden eveneens nieuwe takken van de keizerlijke familie.
Naruhiko trouwde met prinses Toshiko, de negende dochter van keizer Meiji. Samen kregen ze vier zonen:
1. Prins Higashikuni Morihiro
2. Prins Moromasa
3. Prins Akitsune
4. Prins Toshihiko

## Biografie

### Militaire carrière
Prins Higashikuni Naruhiko studeerde in 1908 af aan de Japans Keizerlijk Leger-academie. In 1914 studeerde hij af aan het Legercollege. Hij werd in 1915 benoemd tot majoor van de 7e Divisie van het Japanse Keizerlijke Leger.
Van 1920 tot 1926 studeerde Prins Naruhiko militaire tactieken aan het École Spéciale Militaire de Saint-Cyr in Parijs. Hier hield hij er gedrag op na dat als een schande voor de Keizerlijke familie werd gezien; zo had hij een Franse minnares en keerde niet terug naar Japan bij de dood van zijn tweede zoon.
Bij zijn terugkeer in Japan werd Prins Naruhiko bevorderd tot generaal-majoor. Hij diende in het Japanse leger gedurende de Tweede Chinees-Japanse Oorlog en de Tweede Wereldoorlog. Hij werd tijdens deze oorlogen onder andere bevorderd tot generaal en kreeg de Orde van de Gouden Wouw.

### Als premier
Reeds in 1941, voor de start van de Tweede Wereldoorlog, vroeg toenmalig minister-president Fumimaro Konoe Prins Higashikuni Naruhiko om zijn opvolger te worden. Konoe was van mening dat alleen een lid van de Keizerlijke familie met een gedegen militaire achtergrond het oorlogsbeleid dat door generaals Hajime Sugiyama, Hideki Tojo, en Akira Mutō werd doorgevoerd in toom kon houden. Zowel keizer Hirohito als Kido Koichi vonden het echter ongepast dat een lid van de Keizerlijke familie het kabinet zou gaan leiden, daar de minister-president alle schuld van wat er tijdens de oorlog fout zou gaan op zich zou moeten nemen.
Toen Japan de oorlog had verloren en de Verklaring van Potsdam tekende, werd Prins Higashikuni Naruhiko alsnog benoemd tot nieuwe minister-president. Hij volgde admiraal Kantarō Suzuki op. Zijn kabinet hield zich onder andere bezig met het ordelijk afwerken van de demobilisatie van het Japanse leger.
In oktober 1945 trad prins Higashikuni af als minister-president vanwege een geschil met de geallieerden over de verwerping van de vredeswet uit 1925.

### Latere jaren
In 1946 vroeg Higahikuni toestemming aan keizer Hirohito om afstand te mogen doen van zijn titel, maar dit werd geweigerd. Op 17 oktober 1947 maakten de Amerikanen echter een einde aan de vele subtakken van de Keizerlijke familie als onderdeel van hun herstructurering van de Japanse overheid. Hierdoor verloren zowel Higahikuni als veel andere prinsen hun titels en rijkdommen.
Als burger stond Higahikuni aan het hoofd van veel onsuccesvolle bedrijven. Hij riep zelfs een eigen sekte gebaseerd op het Zen-Boeddhisme in het leven. Deze hield niet lang stand.
In 1957 werd de voormalige prins erevoorzitter van de International Martial Arts Federation (IMAF).
In 1958 publiceerde Higashikuni zijn oorlogsbiografie onder de titel Ichi Kozoku no Senso Nikki .
Higahikuni stierf uiteindelijk op 102-jarige leeftijd aan hartfalen. Hij overleefde zijn vrouw, twee van zijn zonen, zijn broers en zijn neef, keizer Hirohito.
- Bibliothèque nationale de France: cb177667468 (data)
- CiNii: DA01956646
- International Standard Name Identifier: 0000 0000 8425 223X
- Library of Congress Control Number: n88136330
- Bibliotheek van het Japanse parlement: 00010249
- Système universitaire de documentation: 220980772
- Virtual International Authority File: 8937674
- WorldCat: E39PBJwCTwrj8p7Gb8fxDf3G73

Ito Hirobumi · Kuroda Kiyotaka · Sanetomi Sanjo · Yamagata Aritomo · Matsukata Masayoshi · Ito Hirobumi · Kuroda Kiyotaka · Matsukata Masayoshi · Ito Hirobumi · Okuma Shigenobu · Yamagata Aritomo · Ito Hirobumi · Saionji Kinmochi · Katsura Tarō · Saionji Kinmochi · Katsura Tarō · Saionji Kinmochi · Katsura Tarō · Yamamoto Gonnohyōe · Ōkuma Shigenobu · Terauchi Masatake · Hara Takashi · Uchida Kosai · Takahashi Korekiyo · Katō Tomosaburō · Uchida Kosai · Yamamoto Gonnohyōe · Kiyoura Keigo · Katō Takaaki · Wakatsuki Reijirō · Tanaka Giichi · Osachi Hamaguchi · Kijūrō Shidehara · Osachi Hamaguchi · Wakatsuki Reijirō · Inukai Tsuyoshi · Takahashi Korekiyo · Saitō Makoto · Keisuke Okada · Fumio Gotō · Keisuke Okada · Kōki Hirota · Senjūrō Hayashi · Fumimaro Konoe ·
Hiranuma Kiichirō · Nobuyuki Abe · Mitsumasa Yonai · Fumimaro Konoe · Hideki Tojo · Kuniaki Koiso · Kantarō Suzuki · Prins Higashikuni Naruhiko · Kijūrō Shidehara · Shigeru Yoshida · Tetsu Katayama · Hitoshi Ashida · Shigeru Yoshida · Ichirō Hatoyama · Tanzan Ishibashi · Nobusuke Kishi · Tanzan Ishibashi · Nobusuke Kishi · Hayato Ikeda · Eisaku Satō · Kakuei Tanaka · Takeo Miki · Takeo Fukuda · Masayoshi Ōhira · Masayoshi Ito · Zenko Suzuki · Yasuhiro Nakasone · Noboru Takeshita · Sōsuke Uno · Toshiki Kaifu · Kiichi Miyazawa · Morihiro Hosokawa · Tsutomu Hata · Tomiichi Murayama · Ryutaro Hashimoto · Keizo Obuchi · Mikio Aoki · Keizo Obuchi · Yoshiro Mori · Junichiro Koizumi · Shinzo Abe · Yasuo Fukuda · Taro Aso · Yukio Hatoyama · Naoto Kan · Yoshihiko Noda · Shinzo Abe · Yoshihide Suga · Fumio Kishida ·  Shigeru Ishiba